# Carlos Magno de Baden-Durlach
Carlos Magno de Baden-Durlach (Durlach, 27 de marzo de 1621-ibidem, 29 de noviembre de 1658) fue un margrave titular de Baden.

## Biografía
Carlos Magno era hijo del primer matrimonio del margrave Federico V de Baden-Durlach con Bárbara de Wurtemberg (1593-1627), hija del duque Federico I de Wurtemberg.
Viajó y también se quedó en la corte francesa por un tiempo. En 1638, ambos estaban con el ejército del duque Bernardo de Sajonia-Weimar y en 1640 se alistó al ejército sueco, donde sirvió con su cuñado, Johan Banér, y pronto se convirtió en comandante de un regimiento. En 1641 llegó a Cham. En cautiverio después de su liberación en 1642, regresó al ejército sueco y fue coronel en la victoriosa batalla de Jankov para los suecos. Asimismo tomó parte en la nueva campaña de los mariscales de campo suecos Lennart Torstenson y Carl Gustaf Wrangel. Después de la Paz de Westfalia, Carlos Magno regresó a Baden. En 1655 fue reelegido por el rey de Suecia para la segunda guerra del norte y nombrado teniente general. Participó en la batalla de Varsovia. A principios de 1658 sirvió al rey sueco Carlos X Gustavo de Suecia en la guerra contra Dinamarca. En julio de 1658, Carlos Magno regresó a Baden por enfermedad y murió en noviembre de ese año. Fue enterrado en la colegiata de Pforzheim.

## Matrimonio e hijos
Se casó el 23 de enero de 1650 en Schillingsfürst con la condesa María Juliana de Hohenlohe-Waldenburg (1622-1675), hija del conde Jorge Federico II de Hohenlohe-Waldenburg. Tuvieron los siguientes hijos:
- Carlos Federico (11 de enero de 1651-5 de octubre de 1676), miembro de la Soberana Orden Militar de Malta.
- Carlota Sofía (13 de septiembre de 1652-18 de enero de 1678), casada el 24 de febrero de 1676 con el conde Emico XIV de Leiningen-Hartenburg (1649-1684).
- Barbara Leonor (12 de junio de 1657-4 de noviembre de 1658).
- Federica Cristina (1658-marzo de 1659).